# Stenobothrus amoenus
Stenobothrus amoenus is een rechtvleugelig insect uit de familie veldsprinkhanen (Acrididae). De wetenschappelijke naam van deze soort is voor het eerst geldig gepubliceerd in 1850 door Brisout de Barneville.